# Vale de Figueira (Santarém)
Pour les articles homonymes, voir Vale de Figueira.
Vale de Figueira est une ancienne freguesia portugaise située dans le District de Santarém.
Avec une superficie de 21,43 km2 et une population de 1 294 habitants (2001), la paroisse possède une densité de 60,4 hab/km2.

## Histoire
La loi no 11-A/2013 du 28 janvier 2013, portant réorganisation administrative du territoire des freguesias, fusionne Vale de Figueira avec la paroisse voisine de São Vicente do Paul pour former l’União das Freguesias de São Vicente do Paul e Vale de Figueira, dont le siège est à São Vicente do Paul.